# مار باریک (صورت فلکی)
مار باریک(به انگلیسی: Hydra) طولانی‌ترین صورت فلکی است.

## ستارگان
با اینکه مارباریک بزرگترین صورت فلکی آسمان است اما تنها ستاره آلفا مارباریک از قدر ۳ روشننتر است. ستاره سیگما مارباریک نام خاصی به نام Minaruja دارد که کلمه‌ای عربی به معنی بینی مار است و قدر سیگما مارباریک 4.54است.
- R مارباریک یک ستاره متغیر است که قدرش از۳.۵ تا ۱۰.۹تغییر می‌کند.

### ستارگان دوتایی
- اپسیلون(ε) مارباریک:قدر خودش 3.3 و قدر همدمش ۶.۸ است که در ۲.۷ ثانیه قوسی از یکدیگر قرار دارند.
- N مارباریک:دوستاره با قدرهای ۵.۸ و ۵.۹ هستند.
- Struve 1270 : دو ستره که قدرهایشان ۶.۴ تا ۷.۴ است.

## اجرام عمق آسمان
- M83
- M48
- M68
- NGC 3242